# Dares verrucosus
Dares verrucosus is een insect uit de orde Phasmatodea en de familie Heteropterygidae. De wetenschappelijke naam van deze soort is voor het eerst geldig gepubliceerd in 1906 door Redtenbacher.

## Galerij

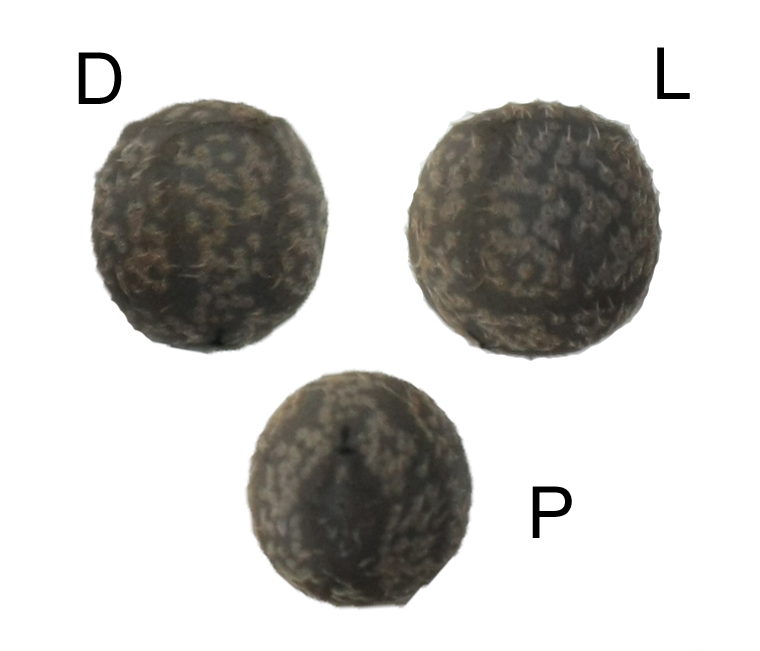
Eitjes
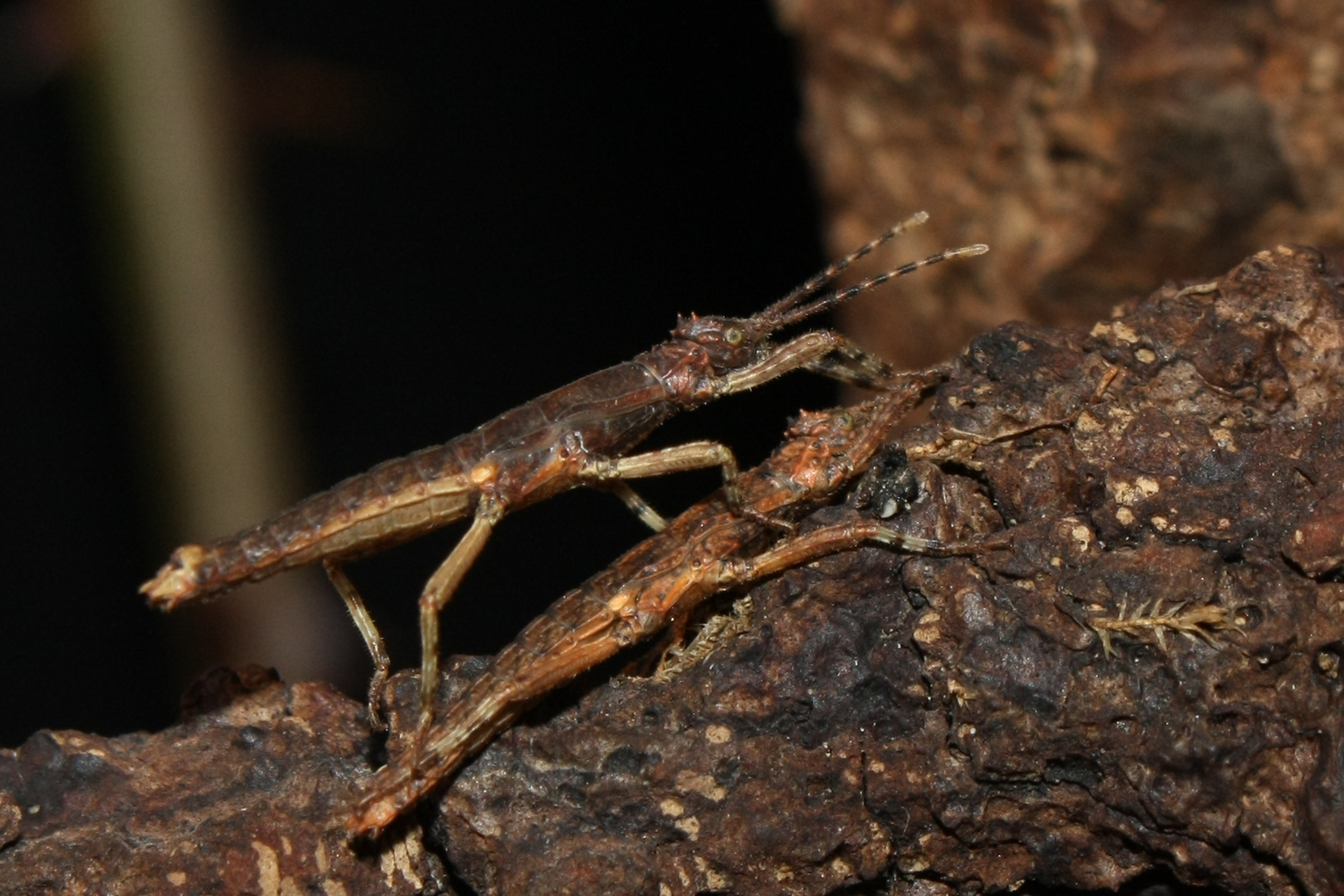
Nimfen